# Natació al Campionat del Món de natació de 2015 – 4 × 100 m estils mixt
Els 4 × 100 m lliures mixt es va celebrar el 8 d'agost al Kazan Arena Stadium a Kazan.

## Rècords
Els rècords del món abans de començar la prova:
| Rècord del món       | Austràlia | 3:46,52      | Perth, Austràlia | 31 de gener de 2014 |
| Rècord del campionat |           | No establert |                  |                     |

Durant el trascurs de la prova es van batre els següents rècords:
| Data      | Prova  | País         | Nom                                                                                                 | Temps   | Rècord |
| --------- | ------ | ------------ | --------------------------------------------------------------------------------------------------- | ------- | ------ |
| 5 d'agost | Sèries | Rússia       | Daria Ustinova (59,89) Kirill Prigoda (59,99) Daniil Pakhomov (51,52) Veronika Popova               | 3:45,87 | WR     |
| 5 d'agost | Sèries | Estats Units | Ryan Murphy (52,18) Kevin Cordes (58,33) Kendyl Stewart (57,78) Lia Neal (54,04)                    | 3:42,33 | WR     |
| 5 d'agost | Final  | Regne Unit   | Chris Walker-Hebborn (52,94) Adam Peaty (57,98) Siobhan-Marie O'Connor (57,02) Fran Halsall (53,77) | 3:41,71 | WR     |

## Resultats
Les sèries es van disputar a les 10:49,
   *   Classificats
| Posició | Sèrie | Carril | País                 | Nom | Temps   | Notes |
| ------- | ----- | ------ | -------------------- | --- | ------- | ----- |
| 1       | 3     | 2      | Estats Units         | Ryan Murphy (52,18) Kevin Cordes (58,33) Kendyl Stewart (57,78) Lia Neal (54,04)                                   | 3:42,33 | Q, WR |
| 2       | 3     | 0      | Regne Unit           | Chris Walker-Hebborn (53,40) Ross Murdoch (59,14) Rachael Kelly (58,02) Fran Halsall (53,83)                       | 3:44,39 | Q     |
| 3       | 4     | 3      | Alemanya             | Jan-Philip Glania (53,89) Hendrik Feldwehr (59,22) Alexandra Wenk (57,88) Annika Bruhn (54,40)                     | 3:45,39 | Q, NR |
| 4       | 2     | 4      | Rússia               | Daria Ustinova (59,89) Kirill Prigoda (59,99) Daniil Pakhomov (51,52) Veronika Popova (54,47)                      | 3:45,87 | Q     |
| 5       | 3     | 7      | Itàlia               | Simone Sabbioni (53,46) Arianna Castiglioni (1:07,13) Matteo Rivolta (51,29) Erika Ferraioli (54,15)               | 3:46,03 | Q, NR |
| 6       | 1     | 6      | R.P. de la Xina      | Xu Jiayu (53,44) Li Xiang (1:01,38) Chen Xinyi (58,51) Zhu Menghui (54,15)                                         | 3:47,48 | Q, NR |
| 7       | 3     | 1      | Hongria              | Gábor Balog (54,03) David Horvath (1:01,66) Evelyn Verrasztó (59,19) Zsuzsanna Jakabos (54,62)                     | 3:49,50 | Q     |
| 8       | 4     | 9      | Canadà               | Russell Wood (54,76) Rachel Nicol (1:07,60) Noemie Thomas (57,96) Karl Krug (49,28)                                | 3:49,60 | Q     |
| 9       | 4     | 4      | Brasil               | Daynara de Paula (1:02,58) Felipe Lima (1:00,86) Daiene Dias (1:00,17) João de Lucca (49,84)                       | 3:53,45 |       |
| 10      | 3     | 5      | Suïssa               | Nils Liess (56,01) Martin Schweizer (1:01,81) Danielle Villars (59,47) Megan Connor (56,27)                        | 3:53,56 |       |
| 11      | 1     | 4      | Finlàndia            | Mimosa Jallow (1:01,48) Sami Aaltomaa (1:01,64) Emilia Pikkarainen (59,79) Ari-Pekka Liukkonen (52,46)             | 3:55,37 |       |
| 12      | 4     | 7      | Colòmbia             | Omar Pinzón (57,42) Jorge Murillo (1:01,57) Jessica Camposano (1:00,84) Isabella Arcila (55,59)                    | 3:55,42 |       |
| 13      | 4     | 6      | Singapur             | Quah Zheng Wen (54,63) Ho Ru'En Roanne (1:11,98) Quah Ting Wen (59,80) Yeo Kai Quan (51,10)                        | 3:57,51 |       |
| 14      | 2     | 8      | Mèxic                | Lourdes Villaseñor (1:04,70) Daniela Carrillo (1:10,01) Daniel Ramirez Carranza (55,15) Alejandro Escudero (50,95) | 4:00,81 |       |
| 15      | 1     | 3      | Tailàndia            | Kasipat Chograthin (59,13) Radomyos Matjiur (1:04,03) Sutasinee Pankaew (1:03,60) Jenjira Srisa-Ard (1:00,43)      | 4:07,19 |       |
| 16      | 2     | 3      | Azerbaidjan          | Boris Kirillov (58,16) Anton Zheltyakov (1:02,95) Alsu Bayramova (1:06,50) Fatima Alkaramova (1:00,32)             | 4:07,93 |       |
| 17      | 2     | 0      | Costa Rica           | Mario Montoya (1:01,81) Esteban Araya (1:07,64) Marie Laura Meza (1:01,11) Helena Moreno (1:00,19)                 | 4:10,75 |       |
| 18      | 2     | 9      | Bolívia              | Andrew Rutherfurd (59,14) José Quintanilla (1:08,95) Karen Torrez (1:02,83) María José Ribera (1:01,57)            | 4:12,49 |       |
| 19      | 2     | 2      | Papua Nova Guinea    | Ryan Pini (56,38) Tegan McCarthy (1:17,87) Sam Seghers (56,07) Barbara Vali-Skelton (1:03,58)                      | 4:13,90 |       |
| 20      | 3     | 6      | Zàmbia               | Jade Howard (1:08,07) Alex Axiotis (1:07,06) Ralph Goveia (56,41) Tilka Paljk (1:02,86)                            | 4:14,40 |       |
| 21      | 4     | 0      | Macau                | Ngou Pok Man (59,43) Lei On Kei (1:14,85) Chao Man Hou (1:00,80) Long Chi Wai (1:00,94)                            | 4,16,02 |       |
| 22      | 2     | 5      | Sri Lanka            | Kimiko Raheem (1:05,47) Machiko Raheem (1:24,19) Matthew Abeysinghe (56,34) Cherantha de Silva (53,24)             | 4:19,24 |       |
| 23      | 3     | 8      | Jordània             | Mohammed Bedour (1:04,16) Lydia Musleh (1:18,81) Khader Baqlah (57,68) Talita Baqlah (59,06)                       | 4:19,71 |       |
| 24      | 3     | 9      | República Dominicana | Arianna Sanna (1:10,71) Jean Luis Gómez (1:10,40) Dorian McMenemy (1:06,93) Jhonny Peréz (51,75)                   | 4:19,79 |       |
| 25      | 4     | 1      | Kenya                | Talisa Lanoe (1:09,32) Issa Mohamed (1:13,15) Emily Muteti (1:05,72) Hamdan Bayusuf (55,80)                        | 4:23,99 |       |
| 26      | 4     | 5      | Mongòlia             | Enkhkhuslen Batbayar (1:13,20) Delgerkhuu Myagmar (1:14,17) Batsaikhan Dulguun (59,05) Yesui Bayar (1:08,04)       | 4:34,46 |       |
| 27      | 2     | 7      | Turquia              | Ekaterina Avramova (1:02,97) Viktoriya Zeynep Gunes (DSQ) Kaan Türker Ayar Kemal Arda Gürdal                       | DSQ     |       |
| 27      | 3     | 4      | França               | Benjamin Stasiulis (54,43) Giacomo Perez-Dortona (59,55) Marie Wattel (58,62) Anna Santamans (DSQ)                 | DSQ     |       |
| 27      | 1     | 2      | Albània              | | DNS     |       |
| 27      | 1     | 5      | Filipines            | | DNS     |       |
| 27      | 2     | 1      | Surinam              | | DNS     |       |
| 27      | 2     | 6      | Egipte               | | DNS     |       |
| 27      | 3     | 3      | Japó                 | | DNS     |       |
| 27      | 4     | 2      | Argentina            | | DNS     |       |
| 27      | 4     | 8      | Moçambic             | | DNS     |       |

### Final

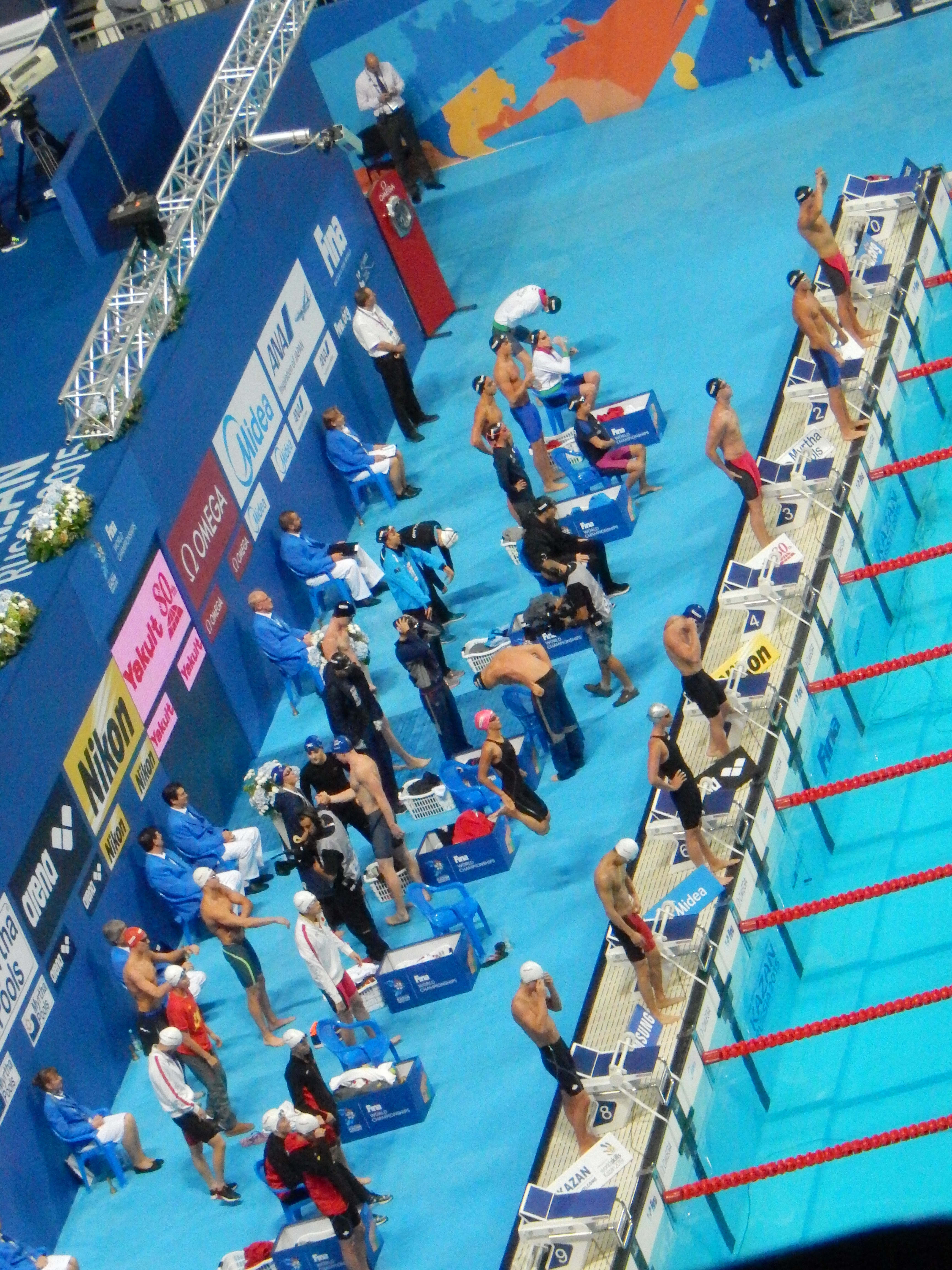
Inici de la final

La finales va disputar a les 19:19,
| Posició | Carril | País            | Nedadors                                                                                                | Temps   | Notes |
| ------- | ------ | --------------- | --- | ------- | ----- |
| 1       | 5      | Regne Unit      | Chris Walker-Hebborn (52,94) Adam Peaty (57,98) Siobhan-Marie O'Connor (57,02) Fran Halsall (53,77)     | 3:41,71 | WR    |
| 2       | 4      | Estats Units    | Ryan Murphy (53,31) Kevin Cordes (58,63) Katie McLaughlin (57,56) Margo Geer (53,77)                    | 3:43,27 |       |
| 3       | 3      | Alemanya        | Jan-Philip Glania (53,52) Hendrik Feldwehr (59,16) Alexandra Wenk (57,21) Annika Bruhn (54,24)          | 3:44,13 | NR    |
| 4       | 7      | R.P. de la Xina | Xu Jiayu (52,74) Li Xiang (1:00,47) Lu Ying (57,39) Zhu Menghui (54,05)                                 | 3:44,65 |       |
| 5       | 6      | Rússia          | Anastasia Fesikova (1:00,48) Yuliya Yefimova (1:05,46) Daniil Pakhomov (51,60) Vladimir Morozov (47,29) | 3:44,83 |       |
| 6       | 2      | Itàlia          | Simone Sabbioni (53,68) Arianna Castiglioni (1:06,44) Piero Codia (51,59) Silvia Di Pietro (53,88)      | 3:45,59 |       |
| 7       | 8      | Canadà          | Russell Wood (54,51) Richard Funk (59,69) Katerine Savard (57,83) Sandrine Mainville (54,20)            | 3:46,23 |       |
| 8       | 1      | Hongria         | Gábor Balog (54,32) Dávid Horváth (1:01,80) Evelyn Verrasztó (59,46) Zsuzsanna Jakabos (54,48)          | 3:50,06 |       |